# Râul Valea Pleșei
Râul Valea Pleșei este un curs de apă, afluent al râului Dâmbovița. 